# 魁北克40号高速公路
魁北克40号高速公路（Autoroute 40）是一条在圣劳伦斯河北岸横穿魁北克省的高速公路（魁北克20号高速公路在圣劳伦斯河南岸横穿魁北克省）。魁北克40号高速公路全长345公里，是魁北克省第二长的高速公路。魁北克交通局把魁北克140号高速公路命名为费利克斯-勒克莱尔高速公路（法语：Autoroute Félix-Leclerc），在蒙特利尔的地段命名为大都会高速公路（法语：Autoroute Métropolitaine）。起点为魁北克省和安大略省的交界处的安大略417號省道，终点在魁北克市往东一点博伊沙泰勒（Boischatel）市并连接魁北克138号公路。魁北克40号高速公路经过蒙特利尔市、三河市、魁北克市这3个魁北克最大的城市。